# 보절초등학교
보절초등학교는 대한민국 전북특별자치도 남원시 보절면 신파리에 있는 공립 초등학교이다.

## 학교 연혁
- 1922년 5월 1일 보절사립보통학교 개교
- 1923년 9월 1일 보절공립보통학교 개편인가
- 1938년 4월 1일 보절공립심상소학교로 개칭[1]
- 1941년 4월 1일 보절공립국민학교로 개칭[2]
- 1995년 3월 1일 성북분교장 통폐합
- 1996년 3월 1일 보절초등학교 개명[3]
- 1998년 3월 1일 고절초등학교 통폐합
- 2020년 9월 1일 제24대 하정호 교장 부임
- 2021년 2월 8일 제96회 5명 졸업(총 5,529명)

## 참고 자료
- 보절초등학교 - 한국교육학술정보원 학교알리미